# 大花密刺蔷薇
大花密刺蔷薇（学名：Rosa spinosissima var. altaica）为蔷薇科蔷薇属下的一个变种。

## 扩展阅读
- 維基物種上的相關：大花密刺蔷薇